# Алан Форд (глумац)
Алан Форд (енгл. Alan Ford; рођен 23. фебруара 1938. године у Лондону Велика Британија) је британски глумац.
Прво појављивање на великом екрану, у филму Фаренхајт 451, Форду је 1966. године омогућио режисер Франсоа Трифо. Мада је улога била веома мала, један од ватрогасаца чији посао је да пале забрањене књиге, то је било довољно да дође у посед чланске карте за Британску Глумачку асоцијацију. Поведен жељом да докаже свој таленат, он се крајем 60-тих уписује академију глуме на Ист 15 школи, и од 1973. започиње дугогодишњу каријеру професионалног глумца.

До сада је учествовао у стварању око 25 дугометражних филмова и у преко 50 телевизијских продукција.

Такође се окушао као писац, и новела са насловом "Танак лед" је угледала светлост дана 1986. године.

## Изабрана Филмографија
| Улоге Алана Форда |                             |               |               |          |
| Година            | Српски назив                | Изворни назив | Улога         | Напомена |
| 1966.             | Фаренхајт 451               |               | ватрогасац    |          |
| 1980.             | Дуги добри петак            |               | гангстер      |          |
| 1981.             | Амерички вукодлак у Лондону |               | возач таксија |          |
| 1991.             |                             |               | Phil          |          |
| 1992.             | Чаплин                      |               | Вардер        |          |
| 1998.             | Две чађаве двоцевке         |               | Наратор       |          |
| 2000.             | Снеч                        |               | Brick Top     |          |
| 2004.             | Истеривач ђавола 4: Почетак |               | Џефриз        |          |